# SP THE MOTION PICTURE
『SP 野望篇/革命篇』（エスピー）は、2010年と2011年に公開された岡田准一主演の日本映画。
2007年からフジテレビ系土曜ドラマ枠で放送された連続ドラマ『SP 警視庁警備部警護課第四係』の劇場版であり、『野望篇』（やぼうへん）『革命篇』（かくめいへん）の2部作からなる。監督はドラマ版でも演出を務め、本作が初監督映画となる波多野貴文。テロリストから警護対象者を守るSPの戦いと連続ドラマで描かれた謎が明らかにされる。

## 概要
2009年9月から8か月に渡る撮影が行われた。2010年10月30日に『SP THE MOTION PICTURE 野望篇』、2011年3月12日に『SP THE MOTION PICTURE 革命篇』が全国東宝系にて公開され、映画観客動員ランキング（興行通信社調べ）3週連続1位となる。『野望篇』は最終興行収入36.3億円。2011年3月11日に発生した東日本大震災により、『革命篇』は全国4割ほどの劇場の休館や節電のため上映時間縮小などが行われたものの、興行収入33.3億円を記録。年間総合興行収入ランキング9位となる。この収益の一部は復興支援のため被災地へ寄付された。
『SP 野望篇』は第34回日本アカデミー賞・話題賞作品部門を受賞。
『SP 革命篇』の公開に先立ち、2011年3月4日金曜プレステージ枠では、『革命篇』のメイキング映像と共に2008年放送の『スペシャルアンコール特別編 Episode IVex.』を再放送。翌日3月5日土曜プレミアム枠では、『野望篇』のダイジェストとスペシャルドラマ『SP 革命前日 Pre Episode VI』が放送された。シリーズにおいては、映画『野望篇』がEpisode V、『革命篇』がEpisode VI（THE Final Episode）となる。また、2011年2月26日から『革命篇』公開までの期間、一部劇場では割引価格で『野望篇』とロングバージョンの予告編「予習編」を上映する復習上映が実施された。
2013年3月29日に『野望篇』、3月30日に『革命篇』が地上波初放送された。視聴率は、それぞれ『野望篇』13.7%、『革命篇』17.8%。

## ストーリー

### 野望篇（Episode V）
麻田首相襲撃事件後、西島の死に「大義のためだ」と謎の言葉を発した尾形に対し、井上は疑念を抱いていた。1ヶ月後、第4係機動警護班のメンバーと共に六本木ヒルズのイベントで応援警護に当たっていた井上は、爆弾テロを起こそうとする不審な男の存在を察知、追跡劇の末に男を逮捕する。
尾形は公安部の視察下に置かれながらも、同じ大学の政治サークル「雄翔会」に所属し官僚として要職に就く成員と、彼らを支援する与党幹事長・伊達と一堂に会す。彼らは国民の価値観を揺るがす強大な計画を実行に移す時を伺っていた。井上を疑問視する伊達に対し、計画に引き入れることを決めた尾形は20年前の場所で井上と対峙し、その過去と大義に同調させようとするも決裂する。
翌日、伊達の警護を命じられた第4係が丁度任務を終えた時、北朝鮮が日本海に向けて弾道ミサイルを発射したという情報が入る。尾形に命じられた井上たち4人は、この事態に対応するため総理大臣官邸に向かう官房長官の警護を担当することに。尾形を監視していた伊達らはこの機に井上を排除するべく動き出し、第4係は突如送り込まれたテロリストの襲撃を受ける。

#### 革命前日（Prelude to Episode VI）
前作『野望篇』等のダイジェストと共にテレビ放送されたスペシャルドラマ。『革命篇』で描かれる事件を巡る1日のエピソードとなっている。
官房長官襲撃事件から2ヶ月後、第4係の5人は異例の休暇を過ごしていた。一人病院へと赴いた井上は脳内の症状が亢進していることを指摘され、医師から休養を強く勧められるが、今は現場を離れることは出来ないと断る。病院を訪れた笹本は「リハビリ」と称して井上を強引に誘い出す。一方、尾形らに疑惑を募らせる公安の田中は、上層部に難色を示されながらも独自に背後関係の捜査を開始、ある衝撃の事実へと辿り着く。しかし情報を報告しようとした田中は、突如尾形らの仲間に襲われてしまう。

### 革命篇（Episode VI<The Final Episode>）
官房長官襲撃事件による怪我も回復し、第4係のメンバーは通常任務に復帰していた。新たなメンバーと共に麻田内閣の内閣不信任決議が行われる国会議事堂での応援警護に付くが、尾形からの違和感を確実に感じている井上の症状は悪化の一途を辿っていた。正にその日、尾形の人生を賭けた計画が実行に移されることとなる。
周到な計画により、無防備な議事堂内に次々と潜入するテロリスト達は「革命」に共鳴する精鋭SP達と共謀し、水面下で衆議院棟を分断・制圧。全ての根回しを終えた尾形らは、遂に本会議場へと突入した。その凶行の一部始終は全国民に知らされることとなる。
一方、尾形の指示によって本会議場から引き離されていた井上達も異変を察知し、記者クラブのテレビでこの事態を知る。犯行を止めるべく決意した4人は、要人の拘束される議場に向かってテロリストとの戦いを開始する。

## 出演

### 警視庁
四係
- 井上薫（警護課第四係機動警護班隊員・巡査部長） - 岡田准一（20年前：中島凱斗）
- 尾形総一郎（警護課第四係機動警護班係長・警部） - 堤真一（20年前：中井澤亮）
- 笹本絵里（警護課第四係機動警護班隊員・巡査部長） - 真木よう子
- 山本隆文（警護課第四係機動警護班隊員・巡査部長） - 松尾諭
- 石田光男（警護課第四係機動警護班隊員・警部補） - 神尾佑

警護課・上層部
- 中尾義春（警護課・課長） - 江上真吾
- 小波（警護課・管理官） - 津村知与支
- 梶山光彦（警護課・理事官） - 伊達暁
- 西島勇司（警護課・前理事官） - 飯田基祐 ※回想シーンに登場
- 伊勢崎武則（警備部・部長） - 大出俊

公安部
- 田中一郎（公安部公安第一課・巡査部長） - 野間口徹
- 室伏茂（公安部公安第一課係長・警部） - 春田純一
- 絹山洋子（公安部公安第一課・警部補） - 村岡希美
- 小田恵（公安部公安第一課・巡査部長） - 山田キヌヲ
- 三井大輔（公安部公安第一課・巡査部長） - 松本たけひろ

四係・新人チーム（新四係）
- 木内教永（警護課第四係機動警護班隊員・巡査部長） - 古山憲太郎
- 青池由香莉（警護課第四係機動警護班隊員・巡査部長） - 入山法子
- 川尻伸一（警護課第四係機動警護班隊員・巡査部長） - 三元雅芸
- 澤村泰治（警護課第四係機動警護班隊員・巡査部長） - 蓉崇
- 片岡正和（警護課第四係機動警護班隊員・巡査部長） - 光山文章

一係（総理担当SP）
- 霧島（警護課第一係・警部補） - 二階堂智
- 館山（警護課第一係）-小村裕次郎
- 古瀬（警護課第一係）-角田明彦
- 持田（警護課第一係）-後藤健
- 綿貫（警護課第一係）-土師正貴
- 田端（警護課第一係）-安部賢一

警察関係者
- 原川幸子（警護課庶務係） - 平田敦子
- 森純子（関東警察病院・医師） - 峯村リエ

### 政界
- 伊達國雄（与党・幹事長） - 香川照之（20年前：渡部飛鳥）
- 横溝雅治（伊達の秘書） - 堀部圭亮
- 高島清（内閣総理大臣秘書官） - 近江谷太朗
- 滝川英治（防衛大臣秘書官） - 平岳大
- 安斎誠（外務省国際テロ対策協力室・主任） - 波岡一喜
- 田辺晋一（内閣官房長官） - 螢雪次朗
- 但馬克哉　-　野仲イサオ
- 楠本健一郎（政和党埼玉県連） - でんでん
- 吉原剛（国土交通大臣） - 大林丈史
- 坂田良政（厚生労働大臣） - 中山克己
- 麻田雄三（内閣総理大臣） - 山本圭

### テロリスト
- 「野望篇」に登場 
  - スーツ姿の男 - 丸山智己
  - 千葉 - 中井祐樹
  - 真田 - TETSU
  - 倉田 - 遠藤要
- 「革命前日」「革命篇」に登場
  - 菊池チーム（LIVERPOOL Air Conditioning System・全員元自衛官）
    - 菊池 - 眞島秀和
    - 船木 - やべけんじ
    - 検見川 - スズキジュンペイ
    - 松永 - 前田剛

  - 内藤チーム（全員元自衛官）
    - 内藤 - 板垣雄亮
    - 菅井 - 山田伊久磨
    - 夏川 - 馬場・場番
    - 飯田 - 大口兼悟
    - 北林 - 北島康平

  - 東郷チーム（全員元自衛官）
    - 東郷 - 谷田歩
    - 伊田 - 伊方勝
    - 椎崎 - 本郷壮二郎
    - 平沼 - 宮平安春
    - 畑中 - 四宮勘一
    - 中里 - 高橋努
- 回想シーンに登場 
  - 山西一弥 - 平田満
  - 金田 - 北村有起哉
  - 赤城 - 西冬彦

### その他
- LIVERPOOL Cleaning
  - ジョン - 多田淳之介
  - リンゴ - 日下部そう
  - ポール - チョウソンハ
  - ジョージ - 中川智明
- 北村健史（薫の実父） - 農塚誓志
- 北村泰子（薫の実母） - 中込佐知子
- 成瀬日出雄（尾形の実父） - 吉満涼太
- 成瀬弘実（尾形の実母） - クノ真季子
- テディーベアの女の子・幸恵 - 小林星蘭
- 幸恵の母・一美 - 小柳こずえ
- 地下鉄の運転手 - 菅原大吉
- トラックの運転手 - ダイアモンド☆ユカイ
- アナウンサー - 高木広子
- 山本隆文の交際相手 - 安藤玉恵
- 刑務官 - 柄本佑
- 怪しげな男 - 綾野剛
- 駿河太郎
- 紅萬子
- 三田村賢二
- カメオ出演
  - 大場久美子
  - 露木茂

## 製作
撮影は、2009年9月5日よりクランクインしており、お台場湾岸スタジオ、滋賀県庁、新桜台駅、桜蔭中学校・高等学校等で撮影が行われ、8ヶ月間の撮影の末に撮影終了。4月19日に製作報告記者会見が東京都内で開かれた。
ドラマ版の撮影のために肉体改造を行っていた岡田は本作の撮影にあたりフィリピン伝統武術カリを2年稽古していた。
撮影にはアクションシーンを事前にアニメで作り、その上で撮影を開始する「プレビジュアリゼーション」という手法が採用されており、ポストプロダクションはハリウッドのスタジオで行われた。サウンドデザインは、ルーカスフィルムの音響部門であるスカイウォーカーサウンドが担当した。

## スタッフ
- 原案・脚本 - 金城一紀
- 監督 - 波多野貴文
- 音楽 - 菅野祐悟
- 主題歌 - V6「way of life」（avex trax）
- 製作 - 亀山千広、藤島ジュリー景子
- エグゼクティブプロデューサー - 石原隆、和田行、島谷能成、加太孝明
- プロデューサー - 関口大輔、稲葉直人、中島久美子、古郡真也
- セカンドユニット監督 - 田澤裕一（革命篇のみ。波多野監督と共同で革命前日の演出も担当。）
- 撮影 - 相馬大輔、小松高志（革命前日）
- 照明 - 和田雄二
- 録音 - 阿部茂
- 美術プロデュース - 宮崎かおる
- 美術デザイン - 棈木陽次、竹中健
- 美術進行 - 福井大
- 編集 - 穂垣順之助
- 記録 - 目黒亜希子
- VFXスーパーバイザー - ロバート・スコタック
- VFXディレクター - 山本雅之
- サウンドデザイン - トム・マイヤー
- 選曲 - 藤村義孝
- アクション監督 - 大内貴仁
- 製作担当 - 鹿浜勉、長谷川晴彦（革命篇）
- 助監督 - 田澤裕一（野望篇）、高橋正弥（革命篇）
- スーパーバイザー - 杉山泰一
- 製作 - 「SP」プロジェクトチーム（フジテレビジョン、ジェイ・ストーム、東宝、ROBOT、FNS27社）
- 製作プロダクション - FILM
- 配給 - 東宝

## 使用楽曲

### 野望篇（Episode V）
リヒャルト・ワーグナー
楽劇「ニュルンベルクのマイスタージンガー」より第1幕への前奏曲
ポーランド国立放送交響楽団（ヨハネス・ヴィルトナー指揮）

ジャコモ・プッチーニ
歌劇「トゥーランドット」-誰も寝てはならぬ
ヤネス・ロトリッチ（テノール）,キエフ室内合唱団
ウクライナ国立歌劇場交響楽団（ヨハネス・ヴィルトナー指揮）

#### ドラマスペシャル 革命前日（Pre Episode VI）
ヨハン・ゼバスティアン・バッハ
G線上のアリア

アントニン・ドヴォルザーク
交響曲第9番「新世界より」より第4楽章

ジャコモ・プッチーニ
歌劇「トスカ」よりアリア「星は光りぬ（星はきらめき）」

### 革命篇（Episode VI<The Final Episode>）
クラシック楽曲なし
革命篇のために書かれた楽曲を使用

## DVD/Blu-ray
野望篇は2011年4月23日、革命前日・革命篇は2011年8月26日発売。Blu-rayとDVDでリリース。発売元はフジテレビジョン、販売元はポニーキャニオン。

### 野望篇
- SP 野望篇 通常版（1枚組）
  - 映像特典 
    - 特報・劇場予告編・TVスポット集・プロモーション映像
    - 『SP 革命篇』劇場予告編
- SP 野望篇 特別版（3枚組、特典ディスクは2枚ともDVD版はDVDで、BD版はBDで収録）
  - ディスク1：本編ディスク（通常版と同様）
  - ディスク2：特典ディスク1
    - ビジュアルコメンタリー（波多野貴文監督×岡田准一、MC：笠井信輔）

  - ディスク3：特典ディスク2
    - メイキング“制作篇”
    - キャンペーン“広報篇”（製作報告会見、フジテレビの日、完成披露試写会、広島県警察学校訪問、東京国際映画祭、公開初日舞台挨拶、大ヒット御礼舞台挨拶）
    - 未公開シーン集

  - 封入特典
    - SP CONFIDENTIAL 〜Episode V〜（56P）

  - プレミアムアウターケース仕様&初回生産分のみデジパック仕様

### 革命前日
- SP 革命前日（1枚組）
  - 映像特典
    - 岡田准一 in Hollywood
    - ノンクレジットエンディング
    - 『SP 野望篇』劇場予告編
    - 『SP 革命前日』番組予告
    - 『SP 革命篇』劇場予告編

  - 封入特典
    - SP CONFIDENTIAL 〜Prelude to Episode VI〜（8P）

  - 初回生産分のみプレミアムアウターケース仕様&デジパック仕様

### 革命篇
- SP 革命篇  通常版（1枚組）
  - 映像特典
    - 特報・劇場予告編・TVスポット集・プロモーション映像
    - 『SP 野望篇』劇場予告編
- SP 革命篇 特別版（3枚組、『野望篇』同様、特典ディスクは2枚ともDVD版はDVD、BD版はBDで収録）
  - ディスク1：本編ディスク（通常版と同様）
  - ディスク2：特典ディスク1
    - ビジュアルコメンタリー（波多野貴文監督×岡田准一、MC：笠井信輔）

  - ディスク3：特典ディスク2
    - メイキング“制作篇”
    - キャンペーン“広報篇”
      - イベント映像集（完成披露試写会、大阪舞台挨拶、東京舞台挨拶）
      - CS特番集
      - インタビュー集

    - 未公開シーン集
    - 隠し映像

  - 封入特典
    - SP CONFIDENTIAL 〜The Final Episode〜（60P）

  - プレミアムアウターケース仕様
  - 初回生産分のみデジパック仕様&映画『SP』シリーズ『野望篇』『革命前日』『革命篇』完全収納コンプリートBOX付き